# Cloverland (condado de Vilas, Wisconsin)
Cloverland es un pueblo ubicado en el condado de Vilas en el estado estadounidense de Wisconsin. En el Censo de 2010 tenía una población de 1.029 habitantes y una densidad poblacional de 11,33 personas por km².

## Geografía
Cloverland se encuentra ubicado en las coordenadas 45°56′33″N 89°21′51″O / 45.94250, -89.36417. Según la Oficina del Censo de los Estados Unidos, Cloverland tiene una superficie total de 90.84 km², de la cual 80.14 km² corresponden a tierra firme y (11.78%) 10.7 km² es agua.

## Demografía
Según el censo de 2010, había 1.029 personas residiendo en Cloverland. La densidad de población era de 11,33 hab./km². De los 1.029 habitantes, Cloverland estaba compuesto por el 96.7% blancos, el 0% eran afroamericanos, el 0.49% eran amerindios, el 0.78% eran asiáticos, el 0% eran isleños del Pacífico, el 0.29% eran de otras razas y el 1.75% pertenecían a dos o más razas. Del total de la población el 1.36% eran hispanos o latinos de cualquier raza.